# Vidhostice

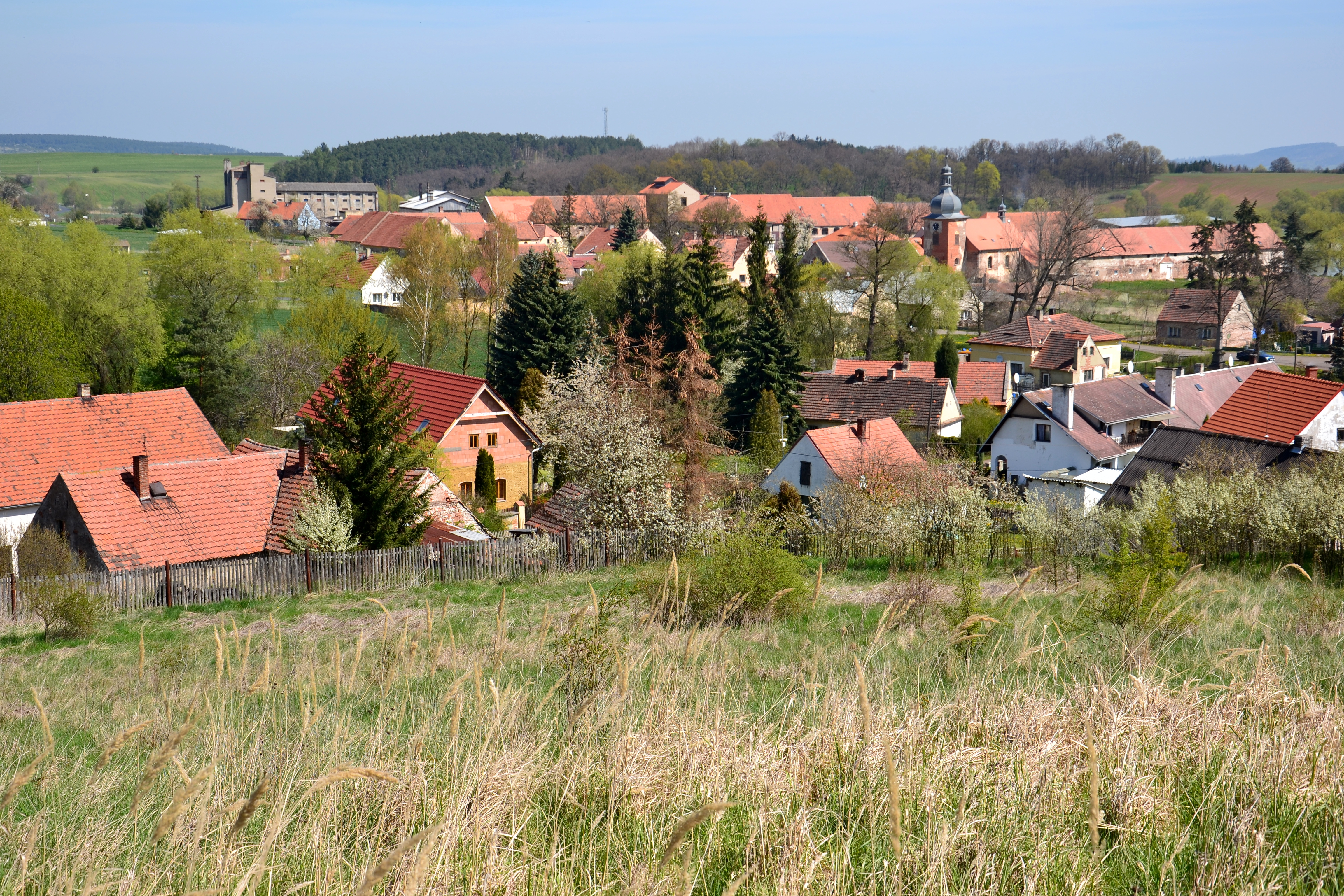
Blick vom Hradischken auf Vidhostice, im Hintergrund der Červený vrch

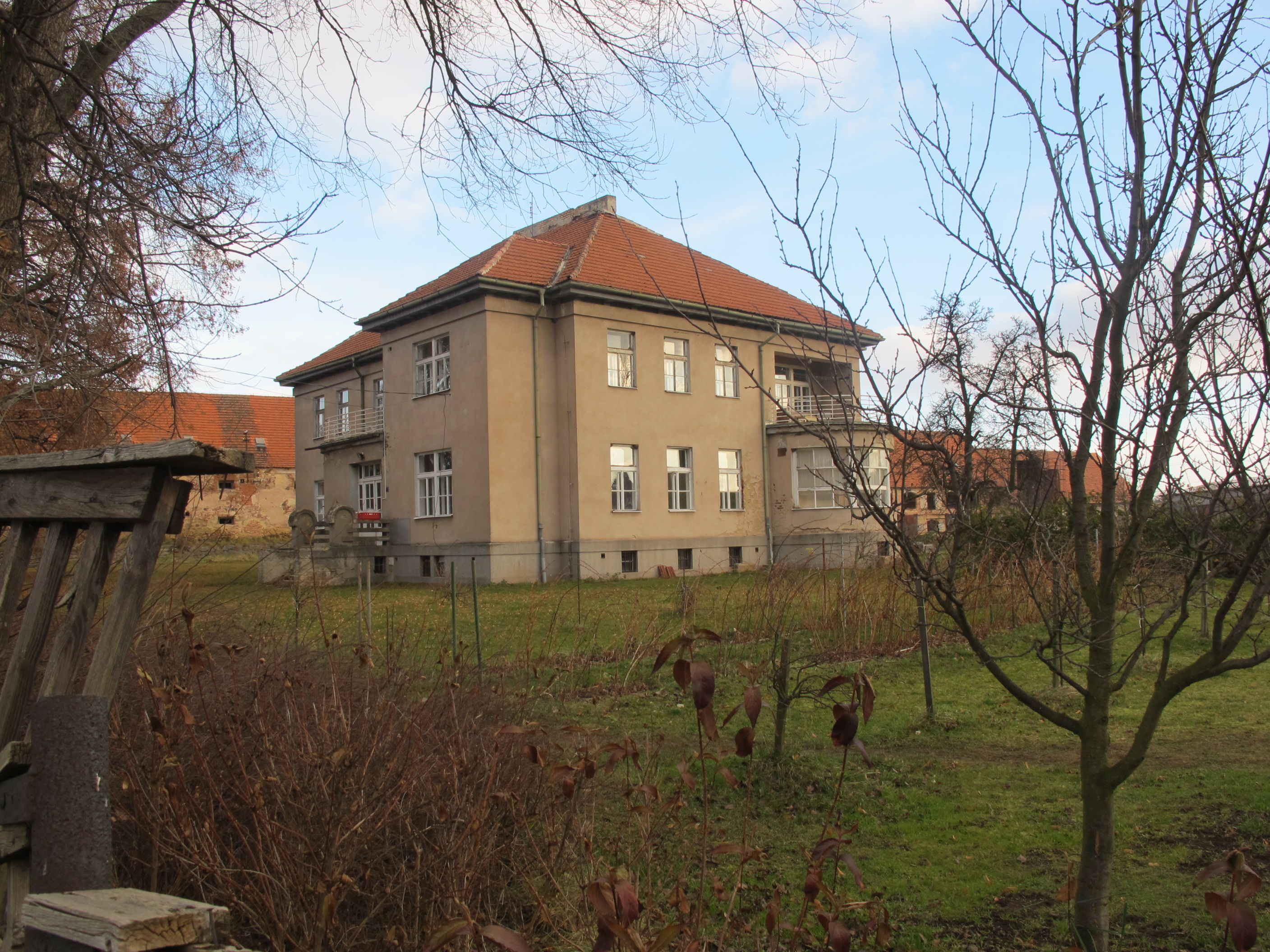
Ehemalige Schule

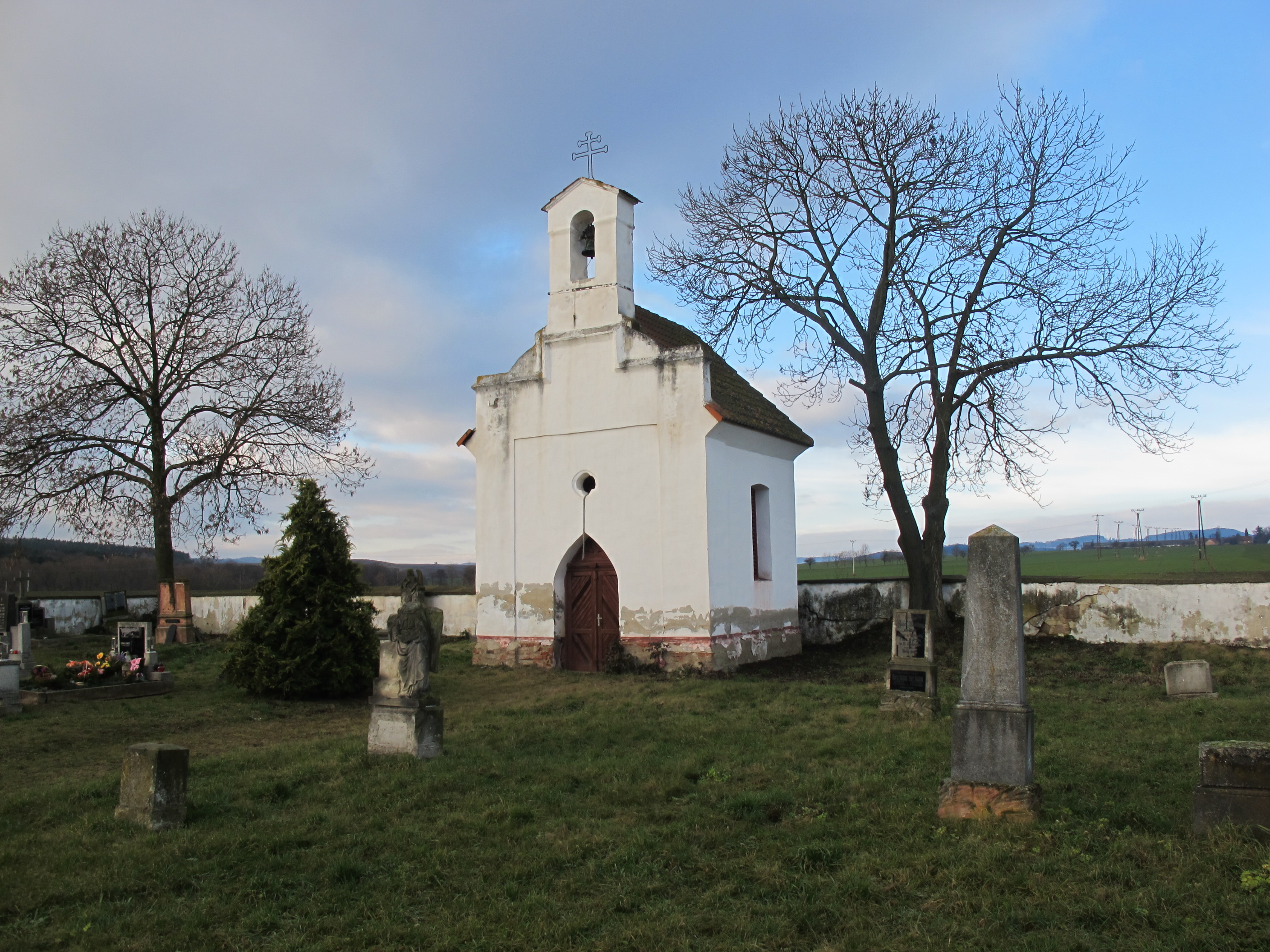
Friedhofskapelle

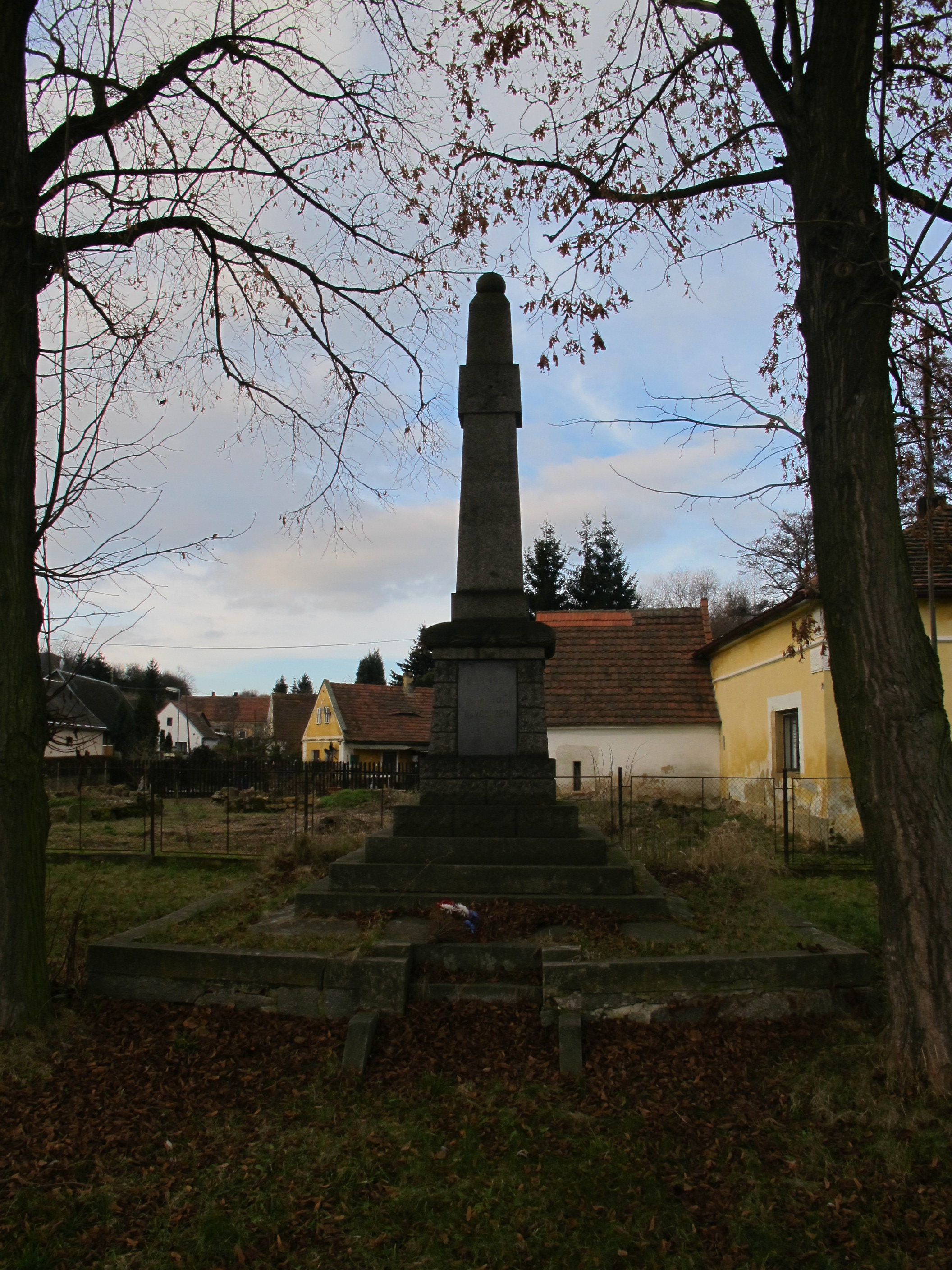
Kriegerdenkmal

Vidhostice (deutsch Widhostitz) ist ein Ortsteil der Stadt Vroutek (Rudig) in Tschechien. Er liegt zweieinhalb Kilometer südlich von Vroutek und gehört zum Okres Louny.

## Geographie
Das Platzdorf Vidhostice befindet sich in der Rakovnická pahorkatina (Rakonitzer Hügelland) in dem als früher als Roter Grund bezeichneten Tal des Mlýnecký potok (Filirschbach bzw. Linzer Bach), der nordöstlich des Dorfes im Stausee Vidhostice angestaut wird. Im Nordosten erhebt sich der Červený vrch (356 m n.m.), südlich der Kapucínský vrch (407 m n.m.) und im Südwesten die Vysoká stráž (Hoher Strassberg; 415 m n.m.). Anderthalb Kilometer westlich verläuft die Staatsstraße II/226 zwischen Vroutek und Lubenec (Lubenz), von der in Lužec (Lust) eine Verbindungsstraße nach Vidhostice abzweigt.
Nachbarorte sind Vroutek im Norden, Mlýn (Kuttenmühle), Kryry (Kriegern) und Strojetice (Strojetitz) im Nordosten, U Trati, Samota (Ziegelschlag), Kněžek, Březnice (Pschesnitz) und Nový Mlýn (Neumühle) im Osten, Mukoděly (Mokotil) im Südosten, Přibenice (Pribenz) im Süden, Ležky (Leschkau), Řepany (Rschepan) und Drahonice (Drahenz) im Südwesten, Dolní Záhoří (Unter-Dreihöfen), Vesce (Wes) und Lužec im Westen sowie Dvorek (Gehla) und Dětaň (Gödesin) im Nordwesten.

## Geschichte
Die erste schriftliche Erwähnung von Widehoztutiz erfolgte 1252 als Besitz des Vladiken Radim von Widhostitz. Später wechselten sich verschiedene niedere Adelsgeschlechter als Besitzer des Gutes ab. 1358 wurde das Dorf als Wydhosticz, 1369 als Wedhosticz und 1383 als Widhossczicz  bezeichnet. Die älteste Nachricht über die zum Dekanat Žlutice gehörige Filialkirche des hl. Martin in Widhosticz findet sich in einem Zehntverzeichnis von 1384. Weitere Namensformen waren Vidhostycz (1388) und Widhostczicz (1405). Seit 1413 ist eine Pfarrei in Vidhostice nachweislich. Im Jahre 1440 gehörte das Gut dem Ritter Alesch von Widhostitz (Aleš z Vidhostic), der von der Burg Egerberg noch das Dorf Warta erwarb.  1483 wurde das Dorf Wydhossticz genannt. Ab 1543 besaß Georg von Ullitz und Pleschnitz (Jiří Úlický z Plešnice) das Gut und die Feste Widhosticz, dies stellt zugleich die älteste Erwähnung der Feste dar. Nachfolgende Besitzer des Gutes und der Feste waren bis 1584 die Herren Audriczky von Audrc (Údrčský z Údrče), die nördlich der Kirche eine neue Feste anlegen ließen. 1588 erwarb Radoslav Kinsky von Wchinitz und Tettau die Güter Bydhostcz und Vroutek. Der heutige Ortsname Vidhostice lässt sich erstmals 1615 nachweisen. Das nach der Schlacht am Weißen Berg konfiszierte Gut Vidhostice wurde von der Böhmischen Kammer an die Czernin von und zu Chudenitz veräußert. Im Zuge der Eheschließung mit Anna Katharina Czernin von und zu Chudenitz erhielt Johann Ludwig Neßlinger von Schelgengraben die Güter Vidhostice und Kostrčany als Mitgift. Neßlinger ließ nach 1655 an Stelle der neuen Feste ein kleines Schloss errichten. Nach dem Dreißigjährigen Krieg wurde die Gegend deutschsprachig. Neßlinger hinterließ drei Söhne, die sich 1664 das aus den Gütern Lužec, Vidhostice, Drahonice und Kostrčany bestehende Erbe teilten, wobei Vidhostice dem Georg Ladislaus Neßlinger zufiel. Dieser verstarb jedoch bereits um 1673, so dass sein Bruder Johann Adam Neßlinger auf Kostrčany und Drahonice das Gut Vidhostice erbte. Im Jahre 1704 veräußerten die Neßlinger das Gut an die Freiherren Kager von Stampach, die es mit dem Gut Linz und weiteren Gütern zu einem stattlichen Herrschaftsbesitz verbanden. Die erste Schule wurde 1725 im Haus Nr. 19 eröffnet, ihr Sprengel umfasste außer Widhostitz auch die Dörfer Wes, Lust und Drahenz. Als erster ludi magister wurde der des Lesens, Rechnens und Schreibens kundige vorherige herrschaftliche Vorläufer Wenzel Roth eingesetzt, er wechselte 1733 auf die besser bezahlte Schulmeisterstelle in Libin. Karl Kager von Stampach erhob 1761 die Herrschaft Linz mit den angeschlossenen Gütern Lust, Widhostitz, Drahenz und Leschkau zu einem Majorat. Das Schloss wurde in dieser Zeit zu einer Brennerei umgebaut. 1768 erbte sein Neffe Franz Wenzel Reichsgraf Kager von Stampach das Fideikommissgut Linz. Um 1780 erfolgte der Umbau des herrschaftlichen Jägerhauses zum neuen Schulgebäude. Der Kirch- und Schulsprengel wurde 1785 um die Dörfer Mokotill und Pschibenz erweitert.
1787 bestand das Dorf Widhostitz bzw. Widhossticze aus 29 Häusern mit einem Schloss und der Kirche des hl. Martin, unter der sich die Gruft der Familien Neßlinger von Schelgengraben und Kager von Stampach befand. Zu dieser Zeit erfolgte der Neubau der Kirche; 1791 wurde die Pfarrei erneuert und die Kirche geweiht. 1804 erbte Wenzel Reichsgraf Kager von Stampach und 1814 dessen Bruder Johann die Herrschaft. Mit dem Tode von Johann Reichsgraf Kager von Stampach erlosch 1830 der Familienzweig der Kager von Stampach im Mannesstamme; Fideikommisserbin wurde dessen Schwester Maria, verheiratete Pachta von Rayhofen.
Im Jahre 1845 bestand das im Saazer Kreis gelegene Dorf Widhostitz, auch Wiedhostitz bzw. Widhosstice genannt, aus 36 Häusern mit 237 deutschsprachigen Einwohnern. Unter herrschaftlichem Patronat standen die Pfarrkirche St. Martin, die Pfarrei und die Schule. Im Ort gab es zudem einen herrschaftlichen Meierhof, eine dominikale Schäferei und ein dominikales Jägerhaus. Das frühere Schloss war ein Wirtschaftsgebäude geworden. Nördlich lag die Widhostitzer Mühle mit einer Brettsäge. Das Dorf war Sitz eines beiden Linzer Forstreviere, das eine Waldfläche von 153 Joch 1112 Quadratklafter bewirtschaftete.  Die Teiche im Roten Grund bei Lust und Widhostitz waren trockengelegt und zu Wiesenland umgewandelt. Widhostitz war Pfarrort für Lust, Linz, Wes, Mokotil, Přibenz und Drahenz. Das herrschaftliche Oberamt befand sich in Lust. Bis zur Mitte des 19. Jahrhunderts blieb Widhostitz der Fideikommissherrschaft Linz untertänig.
Nach der Aufhebung der Patrimonialherrschaften bildete Widhostitz / Vidhostice ab 1850 mit dem Ortsteil Lust / Lužec eine Gemeinde im Gerichtsbezirk Podersam. Nachdem auch der neugebildete Familienzweig Pachta von Stampach ohne männliche Nachkommen geblieben war, wurde das Majorat der Reichsgrafen Kager von Stampach aufgehoben und die Herrschaft Lünz 1852 an Johann Baptist Riedl von Riedenstein und Johann Anton von Starck veräußert. 1855 erwarb Riedl auch den Starckschen Anteil; seine Erben verkauften die Gutsherrschaft 1868 an die Industriellenfamilie Baernreither. Die Schule wurde 1863 für den zweiklassigen Unterricht erweitert. Der Friedhof an der Kirche wurde 1865 aufgelassen und nördlich des Dorfes an der Straße nach Rudig ein neuer angelegt. Ab 1868 gehörte Widhostitz zum Bezirk Podersam. Im Jahre 1869 bestand das Dorf aus 44 Häusern und hatte 333 Einwohner. 1871 wurde die Branntweinbrennerei stillgelegt und danach das Schloss zum Beamtenwohnhaus umgebaut. Die Kinder aus Drahenz wurden 1877 nach Libin ausgeschult. 1882 wurde in der Widhostitzer Schule der Industrialunterricht aufgenommen. Zum 1. Januar 1887 begann nach einer weiteren Vergrößerung des Schulgebäudes der dreiklassige Unterricht. Zum Ende des 19. Jahrhunderts erhielt die Schule durch Caroline Baernreither, geborene Freiin Hausmann von Stetten eine besondere Förderung. Dadurch wurde sie zu einer der bestausgestattetsten Schulen im ganzen Bezirk. 1888 erwarb die Schule als einzige im Schulbezirk ein Pinakoskop. Den 1893 gegründeten Lese- und Fortbildungsverein übergab sie gegen ein symbolisches Entgelt die ca. 500 Bände umfassende Volksbibliothek. Przibenz und Mokotil wurden 1898 als eigene Schulgemeinde ausgeschult und der Unterricht in Widhostitz auf zwei Schulklassen reduziert. Im Jahre 1900 hatte das Dorf Widhostitz 351 Einwohner, 1910 waren es 354. Widhostitz, zu dem zwei Einschichten – die Widhostitzer Mühle und ein Forsthaus – gehörten, lag in einem breiten, von Hügeln umgebenen Talkessel. Das Ortsbild war unregelmäßig: der Teil links des Baches wurde geprägt von der Kirche, der Schule, dem Pfarrhaus und dem weiträumigen Gebäudekomplex des Meierhofes, am rechten Ufer erstreckten sich Bauerngehöfte und Häuslerwirtschaften. In unmittelbarer Nähe des Dorfes lagen zwei künstlich aufgeschüttete Hügel – Hradischken genannt – als Reste frühzeitlicher Wallburgen, von denen der südwestliche noch vollständig erhalten war. Haupterwerbsquelle war die Landwirtschaft, hauptsächlich wurden Getreide, Feldfutter, Rüben, Hopfen und Obst angebaut. Die herrschaftlichen Gründe waren zu großen Fluren vereinigt, so dass die Feldwirtschaft rationell auf großen Flächen betrieben werden konnte. Die auf den Höhen gelegenen Wälder nahmen ca. 15 % der Ortsflur ein, das Wiesenland erstreckte sich entlang des von Pappeln gesäumten Bachlaufes.
Nach dem Ersten Weltkrieg zerfiel der Vielvölkerstaat Österreich-Ungarn, Widhostitz wurde 1918 Teil der neu gebildeten Tschechoslowakischen Republik. Beim Zensus von 1921 lebten in den 80 Häusern der Gemeinde Widhostitz 440 Personen, darunter 353 Deutsche und 87 Tschechen. Davon entfielen 287 auf Widhostitz (53 Häuser) und 153 auf Lust (27 Häuser). 1930 lebten in den 55 Häusern von Widhostitz 302 Personen, in der Gemeinde waren es 415. Nach dem Münchner Abkommen wurde Widhostitz im Oktober 1938 dem Deutschen Reich zugeschlagen und gehörte bis 1945 zum Landkreis Podersam. 1939 hatte die Gemeinde 372 Einwohner. Nach dem Ende des Zweiten Weltkrieges kam Vidhostice zur wiedererrichteten Tschechoslowakei zurück. Nach der Aussiedlung der meisten deutschen Bewohner wurde die Gemeinde mit Tschechen wiederbesiedelt. 1950 lebten in den 53 Häusern von Vidhostice 128 Personen. Bei der Gebietsreform von 1960 erfolgte die Aufhebung des Okres Podbořany, Vidhostice wurde Teil des Okres Louny. Im selben Jahr erfolgte die Umgemeindung des Ortsteils Lužec nach Drahonice, stattdessen kam Mukoděly als Ortsteil zu Vidhostice. Am 1. Juli 1978 wurde Vidhostice nach Vroutek eingemeindet. Das ehemalige Schloss wurde in den 1980er Jahren abgerissen. Beim Zensus von 1991 lebten in den 35 Häusern von Vidhostice 94 Personen. 2011 hatte das Dorf 100 Einwohner und bestand wiederum aus 35 Wohnhäusern.

## Ortsgliederung
Der Ortsteil Vidhostice bildet einen Katastralbezirk.

## Sehenswürdigkeiten
- Pfarrkirche St. Martin, geweiht 1791
- Pfarrhaus
- Friedhofskapelle, linksseitig der Straße nach Vroutek am nördlichen Ortsrand
- Burgstall Vidhostice (Hradischken), südwestlich über dem Dorf
- Denkmal für die Gefallenen des Ersten Weltkrieges, rechtsseitig des Mlýnecký potok im Ortszentrum
- Stausee Vidhostice, nordöstlich des Dorfes am Mlýnecký potok

## Persönlichkeiten

### Söhne und Töchter des Ortes
- Wenzel Wolfert (1820–1877), böhmischer Postkutscher

### Ehrenbürger
- 1894: Josef Leopold († 1903), Pfarrer und Erzdechant, er wurde anlässlich seines 50-jährigen Priesterjubiläums durch Kaiser Franz Joseph I. mit dem Goldenen Verdienstkreuz mit der Krone und von der Gemeinde mit der Ehrenbürgerschaft geehrt.